# Szumátrai sörtéscickány
A szumátrai sörtéscickány (Chimarrogale sumatrana) az emlősök (Mammalia) osztályának Eulipotyphla rendjébe, ezen belül a cickányfélék (Soricidae) családjába és a vörösfogú cickányok (Soricinae) alcsaládjába tartozó faj.

## Előfordulása
A szumátrai sörtéscickány előfordulási területe Indonézia, azon belül Szumátra déli része.
Az egész faj, csak a holotípusból ismert. Ez pedig 1921-ben lett leírva. Azóta nem láttak egyet sem belőle, de nem is igazán keresték. Az állomány nagysága és veszélyeztetettsége tehát ismeretlen; valószínűleg az emberi tevékenységek, mint például a mezőgazdaság és erdőirtások veszélyeztethetik.

## Életmódja
A rokonaiból és a holotípusból itélve, ez az állatfaj körülbelül 400-1600 méteres tengerszint feletti magasságok között él. Egyaránt vadászhat szárazföldön vagy folyókban is. Vízi gerinctelenekkel és rovarokkal táplálkozhat.